# Sigismond de Prusse (1864-1866)
 (décembre 2018).
- Si vous ne connaissez pas le sujet, laissez ce bandeau (vous pouvez alors contacter les auteurs).
- Si vous supprimez le contenu mis en cause (vous pouvez préalablement contacter les auteurs),

argumentez précisément cette suppression dans la page de discussion
(un manque de référence n'est pas un argument ; une recherche réelle de référence doit avoir été effectuée, être formellement documentée).
Franz Friedrich Sigismund, né le 15 septembre 1864 à Potsdam et mort le 18 juin 1866 dans cette même ville, est un prince impérial issu de la maison de Hohenzollern. Fils de l'empereur Frédéric III et frère cadet de l'empereur Guillaume II, il est également le petit-fils de l'empereur Guillaume Ier et de la reine Victoria.

## Biographie

### Famille
Sigismond est le quatrième enfant du prince royal Frédéric-Guillaume (1832-1888) et Victoria du Royaume-Uni (1840-1901). Il a sept frères et sœurs dont trois naissent après sa mort. Au sein de sa fratrie, on compte notamment le futur empereur Guillaume II (1859-1941,).

### Caractère
Sigismond nait au Nouveau Palais de Potsdam. Il s'attire les préférences de sa mère qui le juge plus intelligent que ses frères et sœurs. Cette dernière croit son fils destiné à un grand avenir et se permet de l'allaiter elle-même (tâche ordinairement réservée aux nourrices).

### Maladie et mort
Le 4 juin 1866, le prince royal part rejoindre le front austro-prussien et emmène avec lui les médecins les plus réputés du royaume. Quelques jours plus tard, Sigismond, alors âgé de vingt-et-un-mois, développe des troubles de l'alimentation et du sommeil. Son état se dégradant d'heure en heure, la princesse royale décide de faire ausculter l'enfant. Une méningite est diagnostiquée. Le prince meurt le 18 juin 1866. 
Informé du décès de son fils par sa mère, la reine Augusta, le prince royal s'interdit de se rendre aux obsèques et le fait savoir à son épouse dans une lettre où il lui explique que son rôle de soldat prime sur les raisons personnelles. Cela provoque de vives tensions au sein du couple princier. Quelques jours plus tard, Sigismond est inhumé au sein de la Friedenskirche de Potsdam.
Il est le premier des nombreux petits-enfants de la reine Victoria à mourir (près de 115 ans avant sa cousine Alice d'Albany).